# 大浜直樹
大浜 直樹（おおはま なおき、1970年3月5日 - ）は、日本の俳優、脚本家、演出家。
広島県広島市出身、近畿大学文芸学部卒業。
1999年に大学時代の仲間と共に演劇ユニット LIVES（ライヴズ）を立ち上げ、主宰となっている。俳優のほかに、脚本家、演出家としても活躍。
また、清水崇の短編映画作品などのダンディー西とザ・ダンディジャックスの全曲を作詞・作曲を手掛けている。
2013年、EXILEのKEIJIの初主演ドラマおよび初舞台となる『ムッシュ!』の脚本・演出を手がけた。

## 出演

### テレビドラマ
- ミラクルシャッター 第6話（2009年4月 - 6月、NHK教育） - 西ひろみ 役
- 連続テレビ小説 ゲゲゲの女房 第23週（2010年3月 - 9月、NHK） - ディレクター 役
- NHK土曜ドラマ チェイス〜国税査察官〜（2010年4月 - 5月、NHK） - ジョニー・ウォン 役
- 警視庁失踪人捜査課 第6話（2010年4月 - 6月、テレビ朝日）
- 逃亡弁護士 episode 1（2010年7月 - 9月、フジテレビ）
- ハンチョウ〜神南署安積班〜 シリーズ3・第6話（2010年7月 - 9月、TBS） - 日野一郎 役
- 月曜ゴールデン（TBS）
  - 緑川警部シリーズ「緑川警部 VS 16時02分の路線バス」（2010年7月26日） - 野口浩二郎 役
  - 税務調査官・窓際太郎の事件簿「太郎が税務署をクビになり、派遣村へ!? 杜の都・仙台で窓際太郎が悪を斬る!!」（2010年11月1日） - 香川敏郎 役
  - 伝説の監察医　オニグマの事件簿（2012年3月5日）
- 告発〜国選弁護人 第7・最終話（2011年1月 - 3月、テレビ朝日） - 樋口直哉 役
- 新・ミナミの帝王 仕掛けられた罠（2012年1月7日、関西テレビ） - 林 役
- BS時代劇 新選組血風録（2011年4月 - 6月、NHK BSプレミアム） - 井上源三郎 役
- 金曜ドラマ 専業主婦探偵〜私はシャドウ 最終話（2011年10月 - 12月、TBS） - 松本 役
- ミッドナイト☆ドラマ 人間昆虫記 第4話（2011年7月 - 9月、WOWOW）
- アントキノイノチ〜プロローグ〜 天国への引越し屋（2011年11月5日、TBS）- 竹内洋一 役
- ストロベリーナイト 第7話（2012年1月 - 3月、フジテレビ）
- BS時代劇 陽だまりの樹 第1話（2012年4月 - 6月、NHK BSプレミアム）
- 連続ドラマW ヒトリシズカ 第1話（2012年10月 - 11月、WOWOW） - 鈴木（警視庁捜査一課係長）役
- モメる門には福きたる（2013年1月 - 3月、東海テレビ） - 沖立守 役
- ムッシュ！ 第9話 (2013年6月12日、ＴＢＳ)　ゴッドファーザー・カズ役
- さんすう刑事ゼロ　第6回（2013年6月24日、NHK Eテレ） - 宝石強盗犯
- 水曜ミステリー9（テレビ東京） 「嫌われ監察官 音無一六〜警察内部調査の鬼〜」（2013年12月18日） - 正岡敦 役
- 月曜ミステリーシアター 隠蔽捜査 第3話（2014年1月 - 3月、TBS） - 小松茂 役
- 広島発!地域ドラマ 戦艦大和のカレイライス（2014年11月5日、NHK広島） - 國久保満 役
- ヒロシマ8.6ドラマ ふたりのキャンバス（2017年8月1日中国地方先行放送・8月5日全国放送、NHK広島） - 大野稔 役

### テレビアニメ
- まっすぐにいこう。（2003年8月、2004年3月 - 4月、読売テレビ） - ハシブトさん（声の出演）

### 舞台
- TAIYO MAGIC FILM「LA.LA.LA」（2024年7月17日 - 21日、コフレリオ 新宿シアター）[6]

## 作品

### 脚本・演出
- 記憶の海（2010年3月、TBS） 脚本
- 奇跡のホスピス〜人生の"わすれもの"ってなんですか?〜（2012年3月28日、TBS） 脚本
- 関西ジャニーズJr.の京都太秦行進曲!（2013年、松竹映画） 脚本
- ムッシュ!（2013年4月 - 6月、CBC） 脚本・演出 ※舞台版も

### 舞台
- LIVESプロデュース第21回公演「サムライ・ホット・スクール」（2012年9月26日 - 30日　中野ザ・ポケット） 作・演出
- LIVESプロデュース第22回公演「知恵と希望と極悪キノコ」（2013年4月4日 - 7日　シアタートラム） 作・演出
- 劇団LIVES「結婚クリスマス」（2024年12月18日 - 22日、恵比寿・エコー劇場）作・演出・出演[7]